# Batalla de Chmielnik
La batalla de Chmielnik (18 de marzo de 1241) se libró entre las fuerzas polacas bajo el mando de Vladimir, gobernador de Cracovia, y las tropas mongolas bajo el mando de Baidar durante la primera invasión mongola de Polonia.

## Antecedentes
La batalla fue uno más de los episodios de la expansión europea de los mongoles: el siguiente paso era conquistar el reino de Hungría. A fin de evitar la llegada al rescate del rey Bela IV de Hungría los mongoles atacaron primero Polonia y Transilvania. El primer ataque contra Polonia se llevó a cabo a finales de 1240 e inicios de 1241. En marzo de 1241 comenzó el ataque simultáneo de los mongoles en Polonia (alrededor de diez mil soldados) y Hungría (alrededor de cincuenta mil soldados). Las incursiones mongolas dirigida por Batu Kan, nieto de Genghis Kan, en la región de Sandomierz se dividieron y se trasladaron a Kujawy y Cracovia dirigidas por Ordu Khan Las fuerzas disponibles para detener a los mongoles estaban mandadas por los gobernadores de Cracovia y Sandomierz, Vladimir y Pakosław, respectivamente.

## La batalla
Los detalles de la batalla están registrados en las crónicas de Jan Długosz.
La batalla tuvo lugar al amanecer del 18 de marzo de 1241 en Chmielnik (actual voivodato de Santa Cruz), en el lugar llamado el «Campo Feliz» (perteneciente a la granja de Lagiewniki). A la cabeza de las fuerzas polacas se encontraba el gobernador Vladimir de Cracovia, el gobernador de Sandomierz, el castellano de Cracovia: Klemenz  Brzeźnicy y el castellano de Sandomierz, James Raciborowice. Las tropas polacas eran mayores que las mongolas: el ala izquierda estaba ocupada por los soldados de Cracovia y el ala derecha por los caballeros de Sandomierz. Las fuerzas mongolas estaban mandadas por Baidar. Las fuerzas mongolas se dividieron en dos secciones: la primera con tropas de los pueblos conquistados, y la otra con los guerreros mongoles mejor capacitados. En la misma batalla se pueden distinguir dos fases: la primera fase de varias horas se completó al escapar las tropas mongolas. Al mando de las tropas mongolas, Baidar aplicó la maniobra conocida como "falsa retirada" que introdujo la confusión en las tropas polacas y produjo su derrota. Después de volver grupas los mongoles iniciaron la segunda fase de la batalla. El segundo golpe desorientó a la reserva polaca de las intenciones mongolas. Rotas las fuerzas polacas se dividieron en dos grupos. El primero cayó bajo la presión de los mongoles y huyó; el otro orden de batalla aún conservado se retiró hacia el norte, donde al día siguiente se enfrentaron en la sangrienta batalla de Tarczek.  La caballería de Sandomierz, situada en el ala derecha, al ver la inminente derrota se retiró a Cracovia. Durante la batalla, murieron el castellano de Cracovia y el gobernador de Vladimir.

## Consecuencias
Los tártaros tomaron a continuación, Cracovia (28 de marzo de 1241) y, cuando se unieron con una fuerza que venía de Kujawy, se trasladaron a Silesia. Tras la captura de Wroclaw y de la derrota las tropas de Polonia en la batalla de Legnica (9 de abril de 1241), que causó la muerte de Enrique II el Piadoso (que durante mucho tiempo impidió la unificación de las tierras polacas), los tártaros pasan a través de Moravia y se unieron con sus fuerzas principales en Hungría.